# Anitta
Anitta (18. st. pr. Kr.) bio je kralj Kuššare i Neše (Kaniš).

## Životopis
Anitta je bio sin kralja Pitḫane. Borio se s kraljem Piyuštijem, koji je vladao Hattušom, te ga je pobijedio i uništio njegov grad.
Zarobio je Huzziju, kralja Zalpuwe.
U njegovo je doba vladao Šamši-Adad I., kralj Asirije.